# Карповська сільська рада (Краснощоковський район)
Ка́рповська сільська рада (рос. Карповский сельский совет) — сільське поселення у складі Краснощоковського району Алтайського краю Росії.
Адміністративний центр — село Карпово Друге.

## Населення
Населення — 1286 осіб (2019; 1533 в 2010, 1815 у 2002).

## Склад
До складу сільської ради входять:
| Населений пункт     | Населення, осіб (2002) | Населення, осіб (2010) |
| ------------------- | ---------------------- | ---------------------- |
| Засур'є, селище     | 153                    | 131                    |
| Карпово Друге, село | 1441                   | 1252                   |
| Карпово Перше, село | 221                    | 150                    |